# Gert Omar Leutner
Gert Omar Leutner (* 14. Februar 1919 in Braunschweig; † 11. Oktober 1995 in Berlin), auch kurz Omar Leutner, war ein deutscher Intendant, Dramaturg, Theaterleiter sowie Synchronregisseur und -autor.

## Leben

### Theater
Gert Omar Leutner wurde in Braunschweig als Sohn des kommunistischen Malers Fritz Ohse (1892–1978) und seiner Frau Annerose geboren. Nach dem Besuch der Oberrealschule und der Kunstgewerbeschule, nahm er dramaturgischen Unterricht bei Georg Gaedecke am Braunschweiger Staatstheater. Daneben studierte er Anglistik, Theaterwissenschaft und nahm Schauspielunterricht.
Von 1945 bis 1946 war Leutner als Schauspieler und Spielleiter an der Märchenbühne Hamburg beschäftigt. Es folgte ein Engagement an der Jungen Bühne in Bassum. Von 1947 bis 1949 war Omar Leutner Dramaturgischer Spielleiter und Leiter des Studios des Deutschen Schauspielhauses Hamburg. Zwischen 1949 und 1950 war Leutner Leiter der Studiobühne im British Center in Hamburg und arbeitete als Cheflektor der Britischen Kulturabteilung und Programmdirektor des Amerika-Hauses. Seit 1950 lebte Leutner in Berlin, wo er als Berater für Theaterangelegenheiten der Alliierten Hohen Kommission (AHK) arbeitete. Ab 1952 war Gert Leutner Chefdramaturg und Spielleiter am Theater am Kurfürstendamm in Berlin.
Nach einer Verpflichtung als Oberspielleiter an das Schauspiel der Essener Bühnen 1959 war Leutner seit dem Ende der 60er Jahre Intendant und Spielleiter am Dortmunder Schauspielhaus, das er mit Ende der Spielzeit 1974/75 verließ. Zwischen 1983 und 1987 war Omar Leutner Intendant des Rheinischen Landestheaters Neuss.
Zu Leutners Regiearbeiten zählen Der Stoß nach Ssogrebitsche von Rolf Honold (Theater am Kurfürstendamm, 1952), Verschlossene Räume von Graham Greene (ebd., 1953), Sozialdemokraten von Arno Holz (Städtische Bühnen Dortmund, 1972), Die Gräfin von Rathenow von Hartmut Lange (Stadttheater Luzern, 1976) und Kellermanns Prozess von Karl Otto Mühl (Rheinisches Landestheater Neuss, 1982).
Seit 1945 war Leutner Mitglied der Genossenschaft Deutscher Bühnen-Angehöriger (GDBA).

### Film- und Fernsehsynchronisation
Seit den 60er Jahren arbeitete Leutner zudem als Synchronregisseur und Dialogbuchautor. So führte er etwa in Die Geiseln müssen sterben von 1961 die Dialogregie und für Die Beute von 1966 schrieb er das Dialogbuch. Für die zweite Synchronisation von Die Nacht mit dem Teufel (1942) war er für Regie und Buch gleichermaßen verantwortlich. Er führte zudem Dialogregie und schrieb Dialogbücher für die erfolgreichen Serien Lou Grant (1977–1982) und L.A. Law – Staranwälte, Tricks, Prozesse (1986–1994).

### Privates
Gert Omar Leutner war von 1953 bis Anfang der 60er Jahre mit der bekannten deutschen Schauspielerin und Synchronsprecherin Marion Degler (* 1929) verheiratet.
Leutner war Anhänger der Deutschen Friedensgesellschaft. Er schrieb in den 40er Jahren verschiedene Aufsätze zur Theaterwissenschaft.
Gert Omar Leutner starb im Alter von 76 Jahren in Berlin.